# Club Deportivo Tiburones Rojos de Veracruz
El Club Deportivo Tiburones Rojos de Veracruz és un club de futbol mexicà de la ciutat de Veracruz.

## Història
El club va ser fundat el més d'abril de 1943 amb el nom Club Deportivo Veracruz per la fusió dels clubs locals España de Veracruz i Veracruz Sporting Club. El 2011 desaparegué per problemes econòmics. A continuació el club Albinegros de Orizaba canvià de seu i propietat esdevenint Tiburones Rojos de Veracruz.

## Palmarès
- Liga MX: 
  - 1945-46, 1949-50

- Primera División A: 
  - 2001

- Copa MX: 
  - 1947-48, 2016 Clausura

## Evolució de l'uniforme
| 1943 | 1950 | 1960 | 1978 | 1990 |

| 1995 | 2001 | 2008 | 2013 |